# Uniunea Monetară Scandinavă
Uniunea Monetară Scandinavă (în suedeză Skandinaviska myntunionen, în daneză Skandinaviske møntunion, în norvegiană Skandinaviske myntunion) este o uniune monetarǎ, încheiatǎ între Danemarca și Suedia, pe 5 mai 1873 atunci când țările au echivalat valoarea monedelor sale față de aur, al cărui conținut a fost stabilit la 0.4032258 grame. La 16 octombrie 1875, cele doua state au semnat un acord suplimentar cu Norvegia, care la acel moment, era în alianță cu Suedia, dar păstra deplina autonomie internă, ea devenit membru al Uniunii la 1 aprilie 1876. Uniunea a fost una dintre realizările notabile ale mișcării politice pentru unificarea Scandinaviei, în secolul al XIX-lea.